# 竹ヶ鼻城
竹ヶ鼻城（たけがはなじょう）は、尾張国葉栗郡、のち美濃国羽栗郡（岐阜県羽島市竹鼻町）にあった日本の城（平城）。1586年（天正14年）の木曽川大氾濫によりその流路が南遷したことに伴い尾張国より美濃国に遷った。それ以前の流路は現在の境川筋を流れ墨俣付近で長良川と合流していたと考えられている。竹鼻城と表記されることもあり、竹鼻城跡として1955年（昭和30年）に羽島市の史跡に指定されている。

## 概要
正確な位置は特定されていないが、丸の内地区に本丸があったと言われている。逆川を外堀とした二重の堀を有していた。
当初は、市道と名鉄竹鼻線の踏み切り付近に城碑があったが、現在は上城町、下城町付近が城跡と推定され、歴史民俗資料館前に城碑を移した。なお、北側の市道工事の際、地下から川原石の石垣が出土している。位置関係からも竹鼻城の遺構の可能性も高い。
築城は竹腰尚隆によって応仁年間（1467年 - 1469年）に行われたとされている。その後は土岐氏や斎藤氏に仕えた長井氏が入り、更に織田氏に支配権が移ったと考えられる。1584年（天正12年）、織田信雄の配下の不破広綱が城主の時代に起きた小牧・長久手の戦いの際に、豊臣秀吉の水攻めに遭い落城（竹ヶ鼻城の水攻め）。不破氏は落ちのび、秀吉の配下の一柳直末が入城した。直末が大垣城主となると、池田恒興の配下の伊木忠次、次に森寺清右衛門が入城する。後に不破氏はこの地に戻り、不破一色村に住む。
その次の織田秀信配下の杉浦重勝が城主の時代の慶長5年8月22日（1600年9月29日）、関ヶ原の戦いの前哨戦として福島正則によって攻囲され、二の丸、三の丸に詰めていた援軍の毛利広盛らが知己であった福島に降伏してしまったため落城、杉浦は自害した（竹ヶ鼻城の戦い）。後、竹ヶ鼻城は廃城となる。
昭和時代初期には二の丸跡地が畑地になるなど、地域から忘れられる存在となっていた。1942年、有志らが竹ヶ鼻城址建設奉賛会を設立。城址に十三輪塔を建立して、杉浦重勝ほか540名の将士の霊を祭った。
現在跡地は商店街や羽島市の歴史民俗資料館となっている。

## 補足
竹ヶ鼻城の推定位置については、地域の歴史研究会が長年にわたり研究されている。その成果として、次の点が公開されているので補足しておきたい。
- 1.県指定の竹ヶ鼻城趾の文化財標柱は、冒頭で記されているように現在の市道松山大浦線上に建てられていた。しかし、市道の整備に伴い同じ場所に建てられていた石碑は現在の位置に移動された。同時に、県の文化史跡の指定は取り消しとなり、文化財標柱は撤去された。
- 2.現在の石碑の設置位置（市歴史民俗資料館敷地内）は、平城としては標高が高い。町屋の位置と重複する。水攻めの堤となった現逆川の自然堤からとても近い。このように理由から、現在の石碑の位置では、長湫合戦に於ける秀吉方の水攻めの効果は低いと推測でき、竹ヶ鼻城の本丸跡と考えるには無理がある。
- 3.城の位置に関する記述を古文書、軍記物、不破氏家牒（守城録）等から列記すると以下のようになる。ここに示した三地点から、それぞれの方角に直線を引き、大凡の距離を計ることで城の位置は自ずと推定できると竹ヶ鼻城の研究会では考えられている。
  - 秀吉が陣を構えた太閤山砦から　東南に十町程（尾濃葉栗見聞他）
  - 広綱が遷座した八劔神社から裏鬼門の方角（竹ヶ鼻古文書類聚他）
  - 奈良から出陣していた筒井順慶の組の付城で、6月に入り堤が決壊した場所からは北に八町程（長久手戦軍覚書他）

もう一点補足しておくと、市道の拡張工事で川原石などが発見されたとされる位置は、慶長の竹ヶ鼻城戦で炎上した城跡の開墾を命じられ、多くを田畑として開墾した商人速水小兵衛の屋敷跡と推測される。江戸末期の地籍図にはその位置に速水小兵衛と記されている。そもそも城町は、城に接していたり、城の周辺であったりと考えるのが分かりやすい。
なお、竹ヶ鼻城のあった地域が尾張から美濃に遷ったのは、天正年間と言われている尾州川又は尾張川（現木曽川）の南流が主な理由ではなく、長湫合戦の後に実施された秀吉による領地替えと記録されている。後に、竹ヶ鼻城のあった地域は尾州葉栗郡から美濃羽栗郡竹ヶ鼻村に改められた。